# Sabunçu
Sabunçu (tidigare ryska: Сабунчи: Sabuntji) är ort i Azerbajdzjan.   Den ligger i distriktet Baku, i den östra delen av landet, 9 km nordost om huvudstaden Baku. Sabunçu ligger 26 meter över havet och antalet invånare är 20 996. Den ligger vid Bülbülä-sjön.
Terrängen runt Sabunçu är platt. Runt Sabunçu är det tätbefolkat, med 982 invånare per kvadratkilometer.. Närmaste större samhälle är Baku, 8,6 km sydväst om Sabunçu. 
Runt Sabunçu är det i huvudsak tätbebyggt.

## Kända personer
- Richard Sorge (1895-1944), tysk-sovjetisk spion.